# Lähtse
Lähtse est un village situé dans la Commune de Kiili du Comté de Harju en Estonie.
Au 31 décembre 2011, elle compte 365 habitants.